# Álcool 3-fluorobenzoico
Álcool 3-fluorobenzoico é o composto orgânico de fórmula C7H7FO e massa molecular 126,13. É um dos três isômeros álcool fluorobenzoico.
Pode ser irritante aos olhos, pele e trato respiratório.

## Obtenção
Pode ser obtido a partir de benzonitrila fluorada que é sujeita a uma reação de redução obtendo-se um derivado benzilamina contendo flúor e o grupo amino neste composto é substituído por um grupo hidroxila para obter-se derivados de álcool benzílico fluorados.